# Darkhawk
Darkhawk est un personnage de fiction, un super-héros appartenant à l'univers de Marvel Comics. Il est apparu pour la première fois dans le comic book Darkhawk #1, en 1991. Sa série eut un succès relatif et dura 50 numéros, jusqu'en 1995.

## Biographie du personnage

### La naissance d'un héros
Christopher Powell était le fils d'un policier du Queens, NYC. Un soir, il suivit son père et le vit accepter un pot-de-vin d'un criminel, dans un parc d'attraction abandonné. Il y découvrit une amulette qui lui permit d'échanger sa place avec un puissant androïde  qu'il contrôlait mentalement. Sous le nom de Darkhawk, il se lança dans une guerre contre le crime.
Parfois allié à d'autres héros (Spider-Man, le Punisher), il combattit plusieurs super-vilains, comme le Super-Bouffon, Savage Steel, et les U-Foes avec Captain America. Plus tard, il affronta Lodestone et l'Empire Secret, cette fois-ci aidé par Moon Knight et Nova / Richard Rider. Darkhawk travailla à l'occasion avec les New Warriors et fut membre de réserve pour les Vengeurs de la Côte Ouest.

### Illusion
Mais l'armure noire n'était pas adaptée à la psychologie humaine, et elle commença à rendre discrètement Chris fou. Inconsciemment, il inventa alors de toutes pièces une histoire que son esprit pourrait croire : Un jour, il découvrit que l'armure était stockée et réparée dans un vaisseau alien, dans une autre dimension, et que l'amulette de transfert avait été envoyée sur terre par ses créateurs, pour la protéger d'un caid alien, Dargin Bokk. Plus tard, Chris et Darkhawk se retrouvèrent séparés en deux êtres, tous deux ayant les souvenirs du jeune homme. Mais ils se réunirent finalement.

### Retraite anticipée
Voulant mettre de côté sa carrière de super-héros, Chris rejoignit un groupe d'entraide nommé Excelsior, monté par Rick Jones. Les ex-héros rencontrèrent les Runaways à Los Angeles. Après quelques problèmes de contrôle, le jeune homme décida de ne plus jamais utiliser l'armure, mais fut obligé de le faire pour combattre Ultron qu'il terrassa.

### Civil War
Darkhawk fut très discret pendant la Guerre Civile, mais il s'enregistra toutefois.

### L'Invasion Secrète
Quand l'Invasion Secrète fut lancée et que la guerre éclata, Darkhawk était chef de la sécurité au Projet Pegasus. Il s'allia avec son ami Nova pour repousser les aliens.

### La guerre des rois
Alors qu'il avait de plus en plus de mal à garder son calme et contrôler l'armure, Chris fut retrouvé par un alien, Talon, portant une armure semblable à la sienne. Il lui apprit l'origine de l'amulette. Ensemble, ils partirent dans la Zone Négative. Là, ils reprirent la capsule de contrôle cosmique d'Annihilus à l'un de ses anciens lieutenants, Catastrophus. Puis, Talon montra son vrai visage en manipulant Chris, et un dénommé Razor prit le contrôle de l'armure noire. Perdue dans le Vide, Chris découvrit la vérité sur l'armure, le passé qu'il lui avait inventé au début de sa carrière. Pendant ce temps, les deux frères s'allièrent avec Blastaar et lui remirent le bâtonnet.
Perdu dans la dimension parallèle des Raptors, Chris fut aidé par un Skrull qui lui apprit que pour émerger dans la réalité, les Raptors devaient emprisonner un 'sacrifié' dans cette dimension. Ils étaient rappelés dans la Dimension une fois que leur victime mourrait de fatigue ou de manque de soins.
Grâce à sa colère, Chris reprit le contrôle de l'armure, juste après que Razor ait tiré sur Lilandra. Il échappa à Gladiator, et affronta Talon, qui fut tué par le sacrifice du Skrull. Il s'enfuit et se cacha sur une planète déserte, Shard, située trop près de la faille du continnum espace-temps provoquée par l'affrontement entre Flèche Noire et Vulcan. La planète explosa et les deux héros furent projetés dans une dimension alternative, où ils retrouvèrent aussi Mister Fantastic, Flèche noire et Namorita.

### Avengers Arena
Darkhawk est un des personnages qui doit participer au nouveau jeu d'Arcade dans la série Avengers Arena.

## L'armure
L'armure de Darkhawk est une arme utilisée par la Fraternité des Raptors, une secte galactique millénaire dont le but est de modifier discrètement le cours de l'Histoire et la culture galactique. Elle est liée à son porteur, et peut prendre la forme d'une amulette, pour la discrétion. Bien contrôlée, l'armure peut se transformer et devenir une véritable machine de guerre.

## Pouvoirs
- Les pouvoirs de Darkhawk viennent d'une amulette, qui permet à Chris Powell de se recouvrir d'une armure ailée hi-tech, qui lui permet de survivre dans le vide de l'espace. Les ailes rétractables situées sous les bras lui permettent de voler très rapidement. La vitesse maximale exacte est inconnue, mais il peut relier NYC à LA en quelques heures. On l'a déjà vu atteindre Mach 4.
- L'armure possède une force, une agilité et des réflexes surhumains. Avec, il peut soulever 900 kg environ.
- De même, l'armure possède un grappin rétractable dans le poignet, ressemblant à des serres d'oiseau. Il s'en sert pour escalader des immeubles ou saisir des objets ou des adversaires à distance (quelques mètres).
- Si l'armure est endommagée, elle est réparée en quelques minutes quand Chris reprend sa place. En se concentrant, le porteur peut faire évoluer l'armure afin de faire face à ses adversaires. Elle développe alors d'elle-même une nouvelle forme, un meilleur blindage ou créé des armes de tirs, comme des missiles.
- L'amulette, greffée sur la poitrine de l'armure, peut projeter une énergie sombre sous la forme de rayon de force solide ou un rayon de protection circulaire.
- Le casque possède une vision accrue, lui permettant de voir très bien dans une obscurité presque totale.
- Chris Powell est un élève doué de karaté et de kendo.